# Malia Hosaka
Malia Hosaka (née le 7 octobre 1969 à Honolulu) est une catcheuse (lutteuse professionnelle) américaine. Elle travaille dans diverses fédérations en Amérique du Nord.
Elle commence sa carrière en 1987 et lutte dans diverses fédérations aux États-Unis. Elle devient championne du monde féminine de la National Wrestling Alliance et a le règne le plus court puisqu'elle garde ce titre pendant une seule journée. Entre 1996 et 1997, elle est un des catcheuses de la World Championship Wrestling (WCW) et participe aux tournois pour désigner la première championne du monde féminine de la WCW.

## Carrière de catcheuse

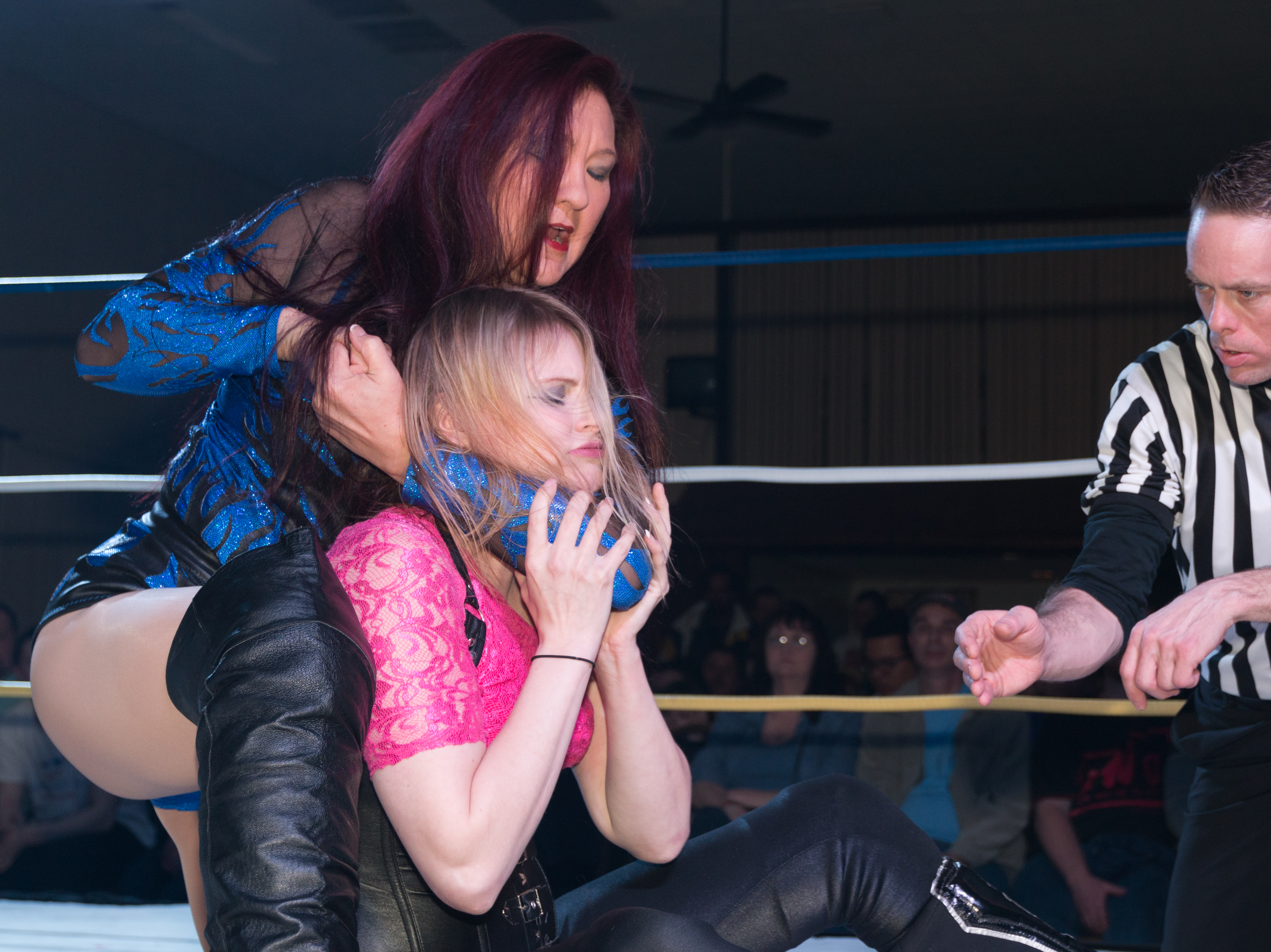
Malia Hosaka (en bleu) faisant un headlock (un blocage de tête) à Ingrid Isley (en rose) en 2016

### Débuts (1987-1996)
Hosaka s'entraîne à l'école de catch de Killer Kowalski dans l'État de New York. Elle part ensuite travailler en Floride dans diverses fédérations. Le 9 mai 1996, elle remporte le championnat du monde féminin de la National Wrestling Alliance après sa victoire face à Debbie Combs. Combs récupère ce titre le lendemain.

### World Championship Wrestling(1996-1997)
Hosaka commence à travailler pour la World Championship Wrestling (WCW) le 15 juillet 1996 où elle perd un combat face à Madusa. Elle participe au tournoi pour désigner la première championne du monde féminine de la WCW et elle se fait éliminer au premier tour le 11 novembre par Zero (en).
Elle est une des participantes du tournoi pour désigner la première championne du monde féminine des poids lourd légers de la WCW où elle se fait éliminer en demi finale par Sonoko Kato (en) durant l'enregistrement de WCW Main Event du 13 avril 1997. Le 9 juin, elle perd un match pour le championnat du monde féminin de la WCW face à Akira Hokuto.

## Palmarès
- All-Star Wrestling (ASW)
  - 2 fois championne féminine de l'ASW (actuelle)[10]
- National Wrestling Alliance (NWA)
  - 1 fois championne du monde féminine de la NWA[11]
- Shine Wrestling (SHINE)
  - 1 fois championne par équipes de la SHINE avec Brandi Wine[12]
- Southern Championship Wrestling Florida (SCW)
  - 1 fois championne féminine de Floride de la SCW (actuelle)[13]
- Tulalip Championship Wrestling (TCW)
  - 2 fois championne féminine de la TCW[14]
- Women Superstars Uncensored (WSU)
  - Membre du Hall of Fame de la WSU (promotion 2009)[15]
- World League Wrestling (WLW)
  - 2 fois championne féminine de la WLW[16]
- Xtreme Bombshells of Wrestling (XBW)
  - 1 fois championne de la XBW[17]

## Récompenses des magazines et distinctions
- Pro Wrestling Illustrated

| Année | 2008 | 2009 | 2010 | 2011 à 2014 | 2015 | 2016 |
| ----- | ---- | ---- | ---- | ----------- | ---- | ---- |
| Rang  | 35   | 42   | 43   | Non classée | 49   | 42   |